# ICOMS国際作曲コンクール
ICOMS国際作曲コンクール（ICOMSこくさいさっきょくコンクール）は、イタリアのトリノで行われる国際作曲コンクール。名称は「International Center Of Musical Sources」の頭文字から。

## 概要
当初はエンツォ・レスタニョとエンリコ・コレッジャの発案で始まったコンクールも、既に20回以上の長い歴史がある。このコンクールは室内楽作品のみで競われ、原則的には第一位と第二位しか選出しない。例外的に特別賞を与えることもあるが、賞金は無い。委嘱審査員は当地イタリアに限らず、国籍の幅広さを前面にしていたが、近年は必ずしもそうではない。第一位受賞者は翌年の審査に参加する点（降りることも可能）もユニークであった。が、2010年度現在この制度はない。
コンクールのレヴェルは毎年乱高下するものの、意外にもレヴェルの高い人を選出することで有名である。第二位に甘んじた者でも、国際的に活躍する人が多い。年齢制限はないが、20代から30代の伸び盛りの才能を、積極的に評価する傾向がある。1990年代に招聘された審査員の面子も、豪華であったことが確認できる。当初はICONS国際作曲コンクールであったが、商標上の問題があり2001年度からICOMS国際作曲コンクールに名称が変更された。
現在ではヴァレンティーノ・ブッキ国際作曲コンクール、エジディオ・カレッラ国際作曲コンクールと並んで、若手作曲家の登竜門的な存在になりつつある。審査員が元国際コンクールの覇者であったことも、世界中からの信頼に繋がっている。2010年に公式サイトが全面リニューアルされ、コンクールの経緯も解説された。しかし、特別賞の掲載の不備、受賞者の綴り間違い、果てはICONS時代の受賞者の欠落などを含んでいる。2011年からは、審査員の居住地であるマンタ市のバックアップを受け、審査もマンタで行われる模様であるが、優勝者の作品がトリノのMITO9月音楽祭に招待される点だけは変わっていない。
2012年度をもって閉会した。

## 優勝者一覧
- 中村寛
- ルカ・ベルカストロ（唯一の二度優勝）
- ディエゴ・ダロスト
- コスチン・カザヴァン
- ジョルジォ・ネッティ
- パオラ・カルデローネ
- キー・ヨン・チョン
- クリストフ・シュタウデ
- マルコ・モルテーニ
- マルコ・ベルトーナ
- カルラ・マニャン
- クリスチャン・シュミッツ
- ミケーレ・サルトーリ
- クラウス・シュテファン・マーンコプフ
- 2007ムシェン・チェン
- 2008ミルトゥル・エスカローナ＝ミジャレス
- 2009パオロ・プレーテ
- 2010ジャンルカ・カシオーリ

ほか。

## 準優勝者一覧
- ステファノ・ブニラーリ
- ロベルタ・バッカ
- コスチン・カザヴァン
- パトリツィア・モンタナロ（二度の第二位）
- コシモ・コラッツォ
- アントニオ・ポチェ
- アレッサンドロ・ラヴェーラ
- シルヴィア・コレサンティ
- ダビデ・スカルチェッラ
- フェン・ニルマーリ[1]
- ジャンルカ・カシオーリ
- アラン・ゴーサン[2][3]
- アン・チェンビ
- ロドリク・デ・マン
- ニコラ・エヴァンジェリスティ
- 2010カルミーネ・エマニュエーレ・チェッレ
- 小林純生

ほか。

## 特別賞一覧
- アレッサンドラ・ベッリーノ
- 三宅珠穂
- ジョルジョ・ネッティ
- コシモ・コラッツォ
- ジャンルカ・ヴェルリンギエーリ
- 2010ガブリエル・シヴァク

ほか。